# Amaluza (Azuay)
Amaluza ist eine Ortschaft und eine Parroquia rural („ländliches Kirchspiel“) im Kanton Sevilla de Oro der ecuadorianischen Provinz Azuay. Die Parroquia besitzt eine Fläche von 180,3 km². Die Einwohnerzahl lag im Jahr 2010 bei 1423.

## Lage
Die Parroquia Amaluza liegt in der Cordillera Real im äußersten Nordosten der Provinz Azuay. Der Ort Amaluza befindet sich auf einer Höhe von 1960 m, etwa 23 km nordnordöstlich des Kantonshauptortes Sevilla de Oro am Südufer des nach Osten fließenden Río Paute. Dieser begrenzt das Verwaltungsgebiet im Nordwesten, im Norden und im Nordosten. Er wird dabei von den Talsperren Paute-Mazar und Amaluza zur Stromgewinnung aufgestaut. An der südlichen Verwaltungsgrenze erhebt sich der 3810 m hohe Cerro Gigantones. Die Fernstraße E40 (Cuenca–Santiago de Méndez) führt an Amaluza vorbei.
Die Parroquia Amaluza grenzt im Südwesten an die Parroquia Palmas, im Nordwesten an die Parroquias Taday und Rivera (beide im Kanton Azogues, Provinz Cañar), im Norden an die Parroquia Achupallas (Kanton Alausí, Provinz Chimborazo), im Nordosten an die Parroquia Santiago de Méndez (Kanton Santiago, Provinz Morona Santiago) sowie im Südosten an die Parroquia Copal (ebenfalls im Kanton Santiago, Provinz Morona Santiago).

## Geschichte
Die Parroquia wurde am 15. November 1943 im Kanton Paute gegründet. Am 10. August 1992 wurde die Parroquia in den neu gegründeten Kanton Sevilla de Oro überführt.